# Ланкастер (Каліфорнія)
Ланкастер (англ. Lancaster) — місто (англ. city) в США, в окрузі Лос-Анджелес штату Каліфорнія. Населення — 173 516 осіб (2020).
Восьме за розміром місто в окрузі Лос-Анджелес та дев'яте за швидкістю зростання населення місто в США. Ланкастер розташований приблизно за 112 км на північ (по дорожньому шляху) від Лос-Анджелеса.

## Географія
Ланкастер розташований за координатами 34°41′37″ пн. ш. 118°10′31″ зх. д. / 34.69361° пн. ш. 118.17528° зх. д. (34.693558, -118.175305).  За даними Бюро перепису населення США в 2010 році місто мало площу 244,88 км², з яких 244,17 км² — суходіл та 0,70 км² — водойми.

### Клімат
| Клімат : Ланкастер      | Клімат : Ланкастер | Клімат : Ланкастер | Клімат : Ланкастер | Клімат : Ланкастер | Клімат : Ланкастер | Клімат : Ланкастер | Клімат : Ланкастер | Клімат : Ланкастер | Клімат : Ланкастер | Клімат : Ланкастер | Клімат : Ланкастер | Клімат : Ланкастер | Клімат : Ланкастер |
| Показник                | Січ.               | Лют.               | Бер.               | Квіт.              | Трав.              | Черв.              | Лип.               | Серп.              | Вер.               | Жовт.              | Лист.              | Груд.              | Рік                |
| Абсолютний максимум, °C | 25,6               | 28,9               | 32,8               | 35,6               | 41,1               | 46,1               | 45,0               | 43,3               | 41,7               | 38,3               | 30,0               | 26,1               | 46,1               |
| Середній максимум, °C   | 14,8               | 16,5               | 19,5               | 22,9               | 27,9               | 32,7               | 36,6               | 36,4               | 32,6               | 26,3               | 19,4               | 14,4               | 25,0               |
| Середня температура, °C | 7,2                | 9,1                | 11,8               | 15,1               | 20,1               | 24,5               | 27,9               | 27,2               | 23,2               | 17,0               | 10,8               | 6,6                | 16,7               |
| Середній мінімум, °C    | −0,5               | 1,6                | 4,1                | 7,2                | 12,2               | 16,3               | 19,3               | 17,9               | 13,7               | 7,7                | 2,2                | −1,3               | 8,4                |
| Абсолютний мінімум, °C  | −16,1              | −11,7              | −8,3               | −4,4               | 0,0                | 4,4                | 8,3                | 7,8                | 2,8                | −4,4               | −9,4               | −16,7              | −16,7              |
| Норма опадів, мм        | 38                 | 45                 | 29                 | 9                  | 2                  | 1                  | 2                  | 3                  | 4                  | 11                 | 14                 | 29                 | 187                |
| ----------------------- | ------------------ | ------------------ | ------------------ | ------------------ | ------------------ | ------------------ | ------------------ | ------------------ | ------------------ | ------------------ | ------------------ | ------------------ | ------------------ |
| Джерело:                |                    |                    |                    |                    |                    |                    |                    |                    |                    |                    |                    |                    |                    |

## Демографія
Згідно з переписом 2010 року, у місті мешкали 156 633 особи в 46 992 домогосподарствах у складі 34 978 родин. Густота населення становила 640 осіб/км².  Було 51835 помешкань (212/км²).
Расовий склад населення:
| - 49,6 % — білих - 20,5 % — чорних або афроамериканців - 4,3 % — азіатів - 1,0 % — корінних американців - 0,2 % — вихідців з тихоокеанських островів - 19,0 % — осіб інших рас |

До двох чи більше рас належало 5,4 %. Частка іспаномовних становила 38,0 % від усіх жителів.
За віковим діапазоном населення розподілялося таким чином: 30,1 % — особи молодші 18 років, 61,8 % — особи у віці 18—64 років, 8,1 % — особи у віці 65 років та старші. Медіана віку мешканця становила 30,4 року. На 100 осіб жіночої статі у місті припадало 100,6 чоловіків;  на 100 жінок у віці від 18 років та старших — 99,5 чоловіків також старших 18 років.
Середній дохід на одне домашнє господарство  становив 60 760 доларів США (медіана — 47 225), а середній дохід на одну сім'ю — 65 584 долари (медіана — 52 602). Медіана доходів становила 45 127 доларів для чоловіків та 35 673 долари для жінок. За межею бідності перебувало 23,5 % осіб, у тому числі 29,3 % дітей у віці до 18 років та 16,5 % осіб у віці 65 років та старших.
Цивільне працевлаштоване населення становило 54 741 осіб. Основні галузі зайнятості: освіта, охорона здоров'я та соціальна допомога — 25,9 %, роздрібна торгівля — 12,5 %, виробництво — 9,5 %, науковці, спеціалісти, менеджери — 8,3 %.